# Elasa
Elasa (greco: Ελάσα) è un'isola greca disabitata vicino alle Dionisiadi, posta a nord-est di Creta e amministrativamente appartenente a Lasithi.

## Geografia
Si estende per oltre 990 metri di  larghezza per una lunghezza di 2,2 km. L'isola è un'area ambientale protetta e ospita piante e animali rari come la foca monaca del Mediterraneo.